# Wootton (Vale of White Horse)
Wootton – wieś w Anglii, w hrabstwie Oxfordshire, w dystrykcie Vale of White Horse. Leży 7 km na południowy zachód od Oksfordu i 85 km na zachód od Londynu. W 2001 miejscowość liczyła 2632 mieszkańców.